# Ford Madox Brown

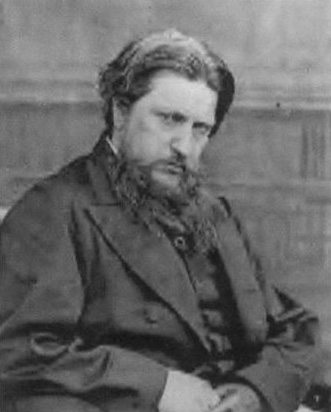
Ford Madox Brown

Ford Madox Brown (Calais, 16 april 1821 – Londen, 11 oktober 1893) was een Engels kunstschilder, later ook illustrator en ontwerper van meubels en gebrandschilderd glas voor het bedrijf van William Morris.

## Biografie
Brown werd opgeleid in Brugge en Gent en later aan de academie in Antwerpen en in Parijs in de periode 1840 tot 1844. Onderweg naar Rome leerde hij in Bazel het werk van Hans Holbein kennen en waarderen. In Rome, waar hij verbleef in 1845-1846, kwam hij in contact met Johann Friedrich Overbeck en Peter von Cornelius, die deel uitmaakten van de Duitse kunstenaarsgroep de Nazareners. De invloed hiervan op zijn werk en stijl is duidelijk zichtbaar: waar hij voorheen een vrij somber palet voerde, werden zijn kleuren nu lichter en intenser. Ook zijn keuze van onderwerpen veranderde, met een neiging naar de middeleeuwse kunst.
In 1846 ging Brown naar Engeland. Hier trok een van zijn werken (Wyclif Reading His Translation of the Scriptures to John of Gaunt, 1847) de aandacht van Dante Gabriel Rossetti, een van de voormannen van de beweging van de Prerafaëlieten. Deze vroeg Brown daarop of hij zijn leerling mocht worden, wat ook voor enige tijd gebeurde.
Hoewel Brown zich wel verwant voelde met de Prerafaëlieten, onder andere wat betreft het schilderen in de open lucht, sloot hij zich niet bij hen aan, omdat hij zich inmiddels meer aangetrokken voelde tot eigentijdse, historisch-realistische en sociaal-kritische thema's. Wel werkte hij in hun stijl en publiceerde hij in het tijdschrift van de beweging, The Germ.
Brown had soms de gewoonte zeer langdurig aan een schilderij te werken. Hij vertoonde de neiging om eindeloos te retoucheren en details toe te voegen aan een werk dat in principe klaar was, en deed dat soms zelfs nadat een schilderij al was verkocht

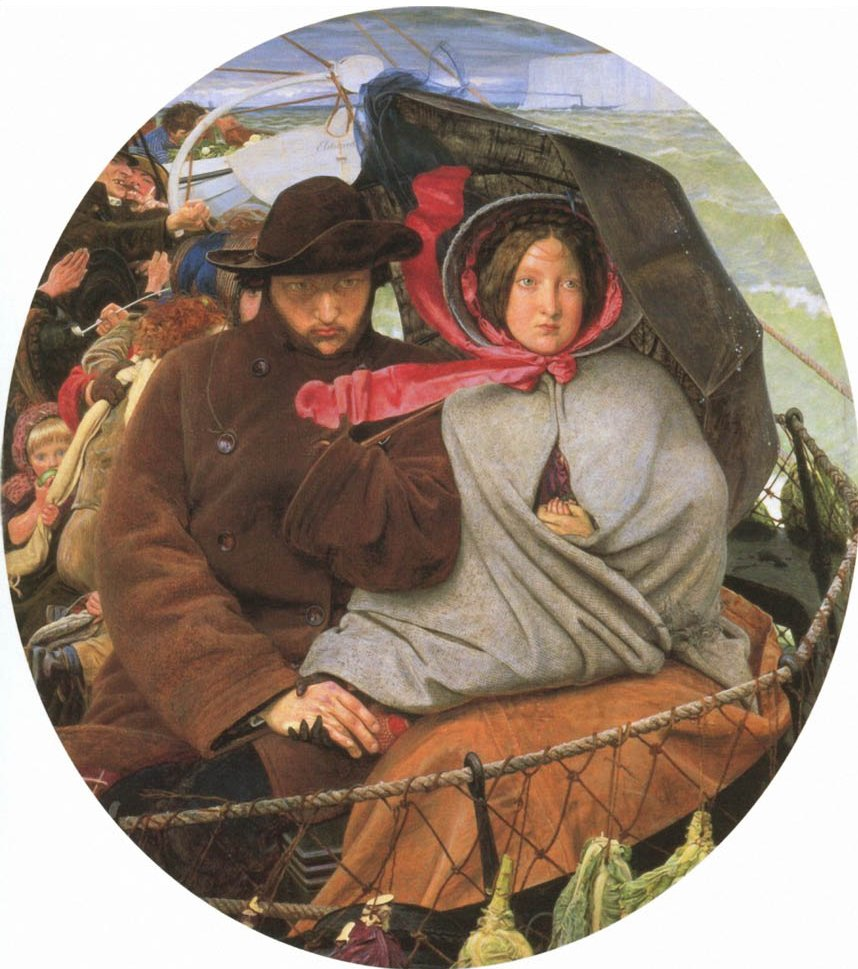
The Last of England

## Bekende werken

### The Last of England
Het schilderij De laatste dag in Engeland (The Last of England, 1852 – 1855, City Art Gallery, Birmingham) vormt een van Browns belangrijkste werken. Hij verbeeldt hierin het tragische lot van de emigranten die halverwege de 19e eeuw in groten getale, vaak noodgedwongen, het land verlieten en hun heil zochten in een van de Britse koloniën.
Aanleiding voor het schilderij was het vertrek van een goede vriend, de beeldhouwer en dichter Thomas Woolner, die naar Australië was verhuisd. Zelf overwoog hij in die periode met zijn gezin naar India te vertrekken. De afgebeelde personen zijn gebaseerd op Brown zelf en zijn vrouw Emma, met hun kinderen weergegeven op de achtergrond.

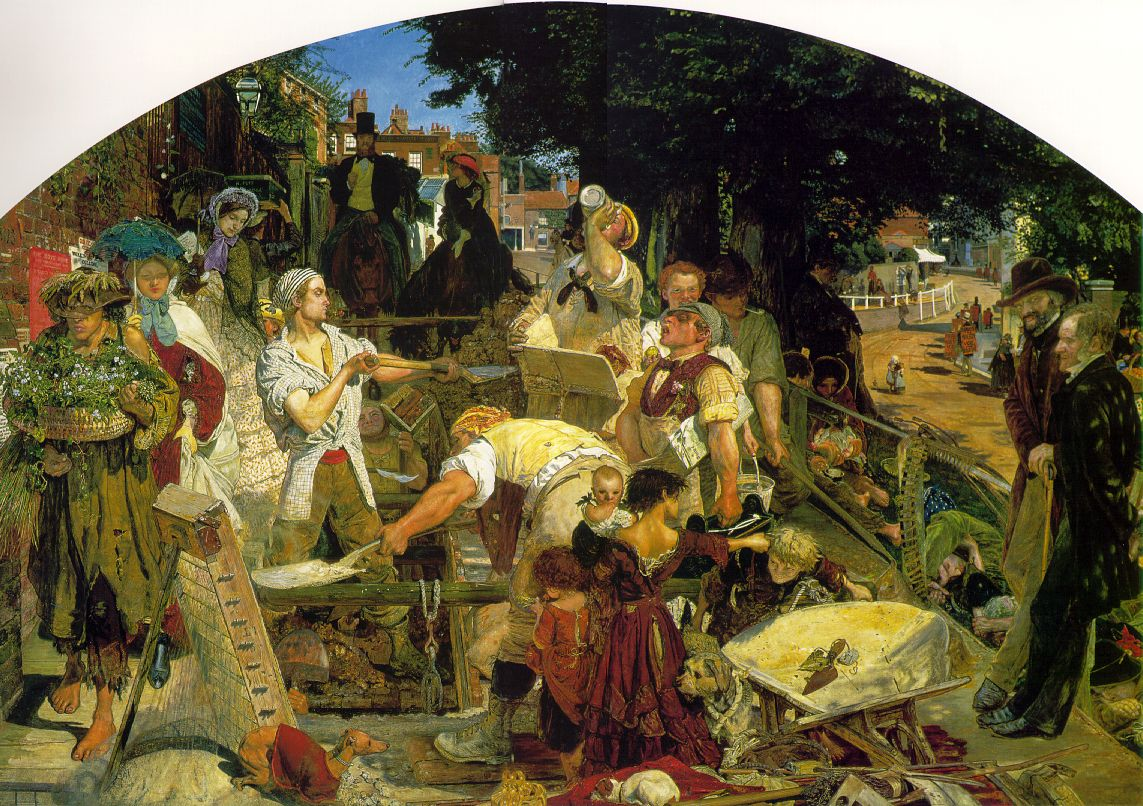
Work

### Work
Een schilderij waar Brown bijzonder lang aan werkte en dat wel gezien wordt als zijn beroemdste werk was het maatschappij-kritische stuk De arbeid (Work, 1852 – 1865, City Art Gallery, Manchester). Het is een sociaal document uit de victoriaanse tijd en gaat in op de ingrijpende overgang van een landelijke en agrarische wereld naar een industriële en meer stedelijke maatschappij. Het werk werd gemaakt in opdracht van de kunstverzamelaar Thomas Plint en werd voor het eerst tentoongesteld tijdens een retrospectief in Londen in 1865, waarvoor hij zelf de catalogus schreef.
Het schilderij toont mensen uit verschillende sociale klassen, maar centraal staan de arbeiders die in Heath Street in het Londense Hampstead bezig zijn met het aanleggen van ondergrondse tunnels, waarschijnlijk bestemd voor het rioleringssysteem. Brown wilde hiermee aantonen dat ook gewone arbeiders kunnen optreden als de 'helden' in een kunstwerk.

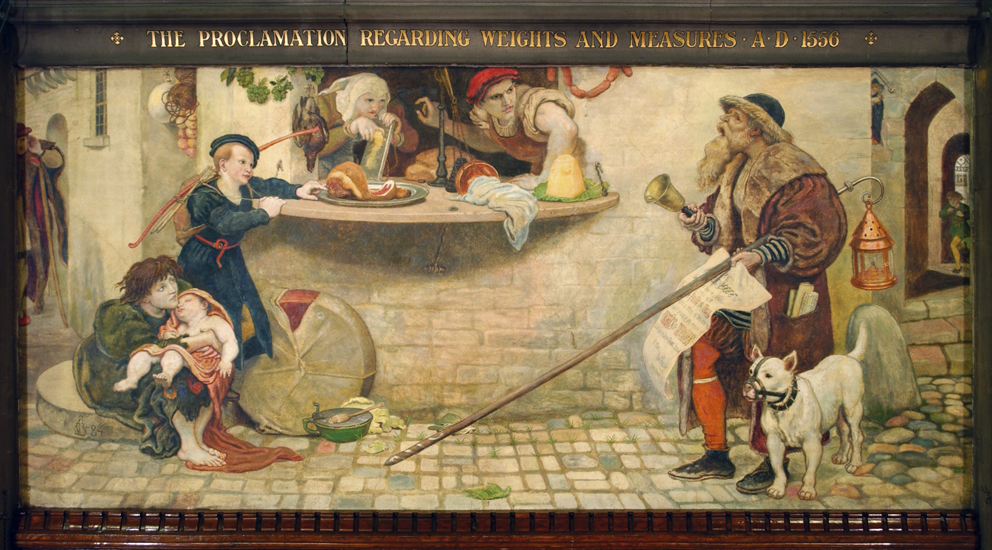
Een van de Manchester Murals

### Manchester Murals
Een groot project dat Brown uitvoerde was een serie van twaalf muurschilderingen bestemd voor het stadhuis van Manchester, bekend onder de titel Manchester Murals. Hierin verbeeldde hij een overzicht van de geschiedenis van de stad. Aanvankelijk was zijn opdracht zes schilderingen te verzorgen; de andere zes zouden worden uitgevoerd door een plaatselijke kunstenaar. Toen deze zich terugtrok nam Brown het hele werk voor zijn rekening. Het project ving aan in 1879 en bleek zo omvangrijk dat hij met zijn gezin naar Manchester verhuisde. Het geheel werd pas voltooid in 1893, het jaar van zijn overlijden.
Hoewel dat momenteel anders is, vond Browns werk tijdens zijn leven weinig waardering. Hij werd dan ook niet rijk van zijn schilderijen. Uiteindelijk wist hij, mede door zijn latere schilderwerk en andere werkzaamheden, voldoende geld te verdienen om een eigen huis te kopen, dat een levendige plek zou worden voor bijeenkomsten van schilders en andere kunstenaars.
Ford Madox Brown is tweemaal getrouwd geweest. Zijn eerste vrouw, Elizabeth Bromley, overleed in 1846. Uit dit huwelijk had hij dochter Lucy Madox Brown. Hij hertrouwde met zijn model, Emma Hill, die in vele van zijn schilderijen voorkomt, bijvoorbeeld als de echtgenote in The Last of England. Met haar had hij een zoon en een dochter. Hij was de grootvader van de romanschrijver Ford Hermann Hueffer, die ter ere van hem zijn naam liet veranderen in Ford Madox Ford.
Brown werd in Londen begraven op de St Pancras and Islington Cemetery, nabij Muswell Hill.

## Tentoonstelling
In het voorjaar van 2012 was er in het Gentse Museum voor Schone Kunsten een overzichtstentoontstelling rond het werk van de kunstschilder. Deze expositie was eerder te zien in Manchester. In Gent voegt men er werken toe van Belgische tijdgenoten omdat de schilder voordat hij een carrière in Engeland uitbouwde aan de academies van Brugge, Gent en Antwerpen studeerde.